# Acidente do Cessna C550 prefixo PT-LTJ em 2019
O acidente do Cessna C550 prefixo PT-LTJ em 2019 se refere ao acidente de um Cessna C550, prefixo PT-LTJ, ocorrido em 14 de novembro de 2019 em Maraú, Brasil, matando um tripulante e quatro passageiros.

## Aeronave e tripulação
A aeronave era uma Cessna C550, prefixo PT-LTJ, de uso particular, fabricada em 1981. Sua última inspeção havia sido feita em 22 de maio de 2019, quando a aeronave com 6 978 horas e 10 minutos de voo, ou 6 769 ciclos. O piloto tinha cerca de 8 mil horas totais de voo, sendo 2,5 mil nesta aeronave, e o copiloto 350 horas totais, sendo 25 horas e 50 minutos nesta aeronave.

## Acidente
Realizando um voo privado, o avião decolou do Aeródromo Comandante Rolim Adolfo Amaro, com destino ao Aeródromo Barra Grande, em Maraú, Bahia, Brasil, por volta das 14h58min (UTC), com oito passageiros a bordo, além do piloto e copiloto. Chegando no aeródromo de destino, às 17h17min (UTC), a aeronave realizou um pouso aquém da pista 11, ocasionando a ruptura dos trens de pouso principais e auxiliar. A aeronave se deslocou pela pista, arrastando a fuselagem inferior e o intradorso das asas, saindo pela lateral esquerda e parando com a proa defasada, aproximadamente 210 graus em relação à trajetória do pouso. Iniciou-se logo depois um incêndio que consumiu grande parte da aeronave, que ficou destruída. Um tripulante e quatro passageiros sofreram lesões fatais e um tripulante e quatro passageiros sofreram lesões graves.

## Investigação
O relatório final divulgado pelo Centro de Investigação e Prevenção de Acidentes Aeronáuticos (CENIPA) em 19 de agosto de 2021 aponta como fatores contribuintes:
- Aplicação dos comandos — que levou a aeronave a realizar uma rampa mais baixa que a ideal;
- Coordenação de cabine — com o emprego inadequado do Crew Resource Management; e
- Julgamento de pilotagem — avaliação inadequada do comandante quanto à posição da aeronave.

Como fatores possivelmente contribuintes (indeterminado), foram apontados: Atenção, Atitude, Comunicação, Ilusões visuais, Percepção, Planejamento de voo e Limitações físico sensoriais.